# 張璞 (清朝)
張璞，陕西甘肃卫人，清朝政治人物。拔贡出身。

## 生平
康熙二年（1663年），擔任清朝廣州府新安縣知縣。后由李可成接任。